# Anne Preußler
Anne Preußler (* 9. März 1985 in Hermsdorf/Erzgeb.) ist eine ehemalige deutsche Biathletin.
Anne Preußler startete für den SSV Altenberg. Als Zollinspektoranwärterin ist sie Beamtin im gehobenen nichttechnischen Dienst der Bundeszollverwaltung im Bereich der Bundesfinanzdirektion Mitte und war Mitglied des Zoll Ski Teams. Preußler war schon als Juniorin sehr erfolgreich. Zwischen 2002 und 2005 konnte sie bei vier Junioren-Weltmeisterschaften in Folge Medaillen gewinnen. 2002 gewann sie in Ridnaun Staffelbronze und verpasste knapp als Vierte in der Verfolgung ihre erste Einzelmedaille. Ein Jahr später gewann sie in Kościelisko Silber mit der Staffel. 2004 gewann Preußler in Haute-Maurienne mit der Staffel ihren ersten Junioren-EM-Titel. Noch erfolgreicher war sie 2005 in Kontiolahti, wo sie mit der Staffel die Silbermedaille gewann und im Einzel den Titel holte. Die einzige WM ohne eine Medaille bestritt sie 2006 in Presque Isle, hatte dennoch zwei Ergebnisse unter den besten Zehn.

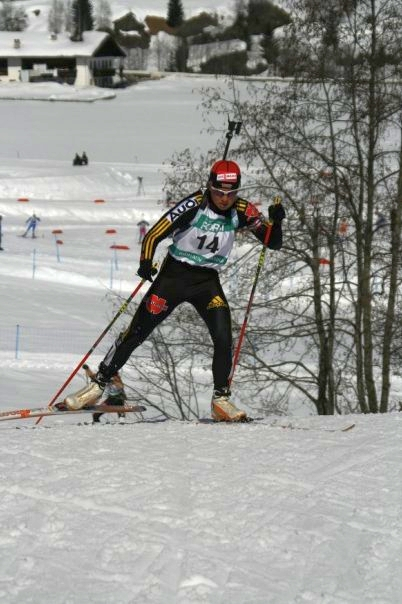
Preußler beim IBU-Cup 2009 in Ridnaun

Bis 2007 trat Preußler vor allem in Junioren-Rennen an und gewann fünf Rennen im Junioren-Europacup. Seit 2007 startet Anne im Europacup. In Forni Avoltri und zu Beginn der Saison 2007/08 in Geilo und Obertilliach konnte sie Rennen im Rahmen des Europacups gewinnen. Gegen Ende der Weltcup-Saison 2007/08 konnte sie sich als automatisch als Dritte der Gesamtwertung im Europacup für den Biathlon-Weltcup qualifizieren. In ihrem ersten Rennen, einem Sprint, verpasste sie als 37. ihre ersten Weltcuppunkte um sieben Ränge, qualifizierte sich aber für das Verfolgungsrennen, in dem sie 45. wurde. Im November 2008 qualifizierte sie sich im finnischen Munio im letzten Trainingslager vor der Saison für die Weltcup-Mannschaft des Deutschen Skiverbandes. Zu Saisonbeginn wurde Preußler in Östersund eingesetzt und gewann als 24. im Einzel erste Weltcuppunkte. In Hochfilzen erreichte sie mit einer Platzierung um einen Rang besser ebenfalls in einem Einzel ihr bislang bestes Weltcup-Resultat. Bei den Biathlon-Europameisterschaften 2009 in Ufa gewann sie Silber im Einzel und Bronze mit der deutschen Staffel. Die Saison 2009/10 bedeutete eine Rückschritt in der Karriere Preußlers. Im Weltcup kam sie nicht zum Einsatz, im IBU-Cup konnte sie in 12 Rennen nur zweimal unter die besten zehn laufen und war damit meist schlechter als der Großteil der anderen deutschen Läuferinnen. Im Februar 2011 gab Preußler ihren Rücktritt vom Leistungssport bekannt.

## Platzierungen
Weltcup-Platzierungen
Die Tabelle zeigt alle Platzierungen (je nach Austragungsjahr einschließlich Olympische Spiele und Weltmeisterschaften).
- 1.–3. Platz: Anzahl der Podiumsplatzierungen
- Top 10: Anzahl der Platzierungen unter den ersten zehn (einschließlich Podium)
- Punkteränge: Anzahl der Platzierungen innerhalb der Punkteränge (einschließlich Podium und Top 10)
- Starts: Anzahl gelaufener Rennen in der jeweiligen Disziplin

| Platzierung                      | Einzel | Sprint | Verfolgung | Massenstart | Staffel | Gesamt |
| -------------------------------- | ------ | ------ | ---------- | ----------- | ------- | ------ |
| 1. Platz                         |        |        |            |             |         |        |
| 2. Platz                         |        |        |            |             |         |        |
| 3. Platz                         |        |        |            |             |         |        |
| Top 10                           |        |        |            |             |         |        |
| Punkteränge                      | 2      |        |            |             |         | 2      |
| Starts                           | 2      | 3      | 1          |             |         | 6      |
| Stand: nach der Saison 2009/2010 |        |        |            |             |         |        |

### Ergebnisse der Saison 2009/2010
| Biathlon IBU-Cup IBU-Cup 2009/10 | Einzelwettbewerbe | Einzelwettbewerbe | Einzelwettbewerbe | Einzelwettbewerbe |
| Biathlon IBU-Cup IBU-Cup 2009/10 | Sprint            | Verfolgung        | Einzel            | 2. Sprint         |
| -------------------------------- | ----------------- | ----------------- | ----------------- | ----------------- |
| Idre                             | 22.               | -                 | -                 | 23.               |
| Ridnaun                          | 11.               | -                 | 15.               | -                 |
| Obertilliach                     | 22.               | 12.               | -                 | -                 |
| Altenberg                        | 32.               | Abgesagt          | -                 | -                 |
| Nové Město                       | 4.                | –                 | 9.                | –                 |
| Haute-Maurienne                  | 13.               | 16.               | -                 | -                 |
| Martell                          | 16.               | Abgebrochen       | -                 | -                 |
| Pokljuka                         |                   |                   | –                 |                   |